# Näringslära

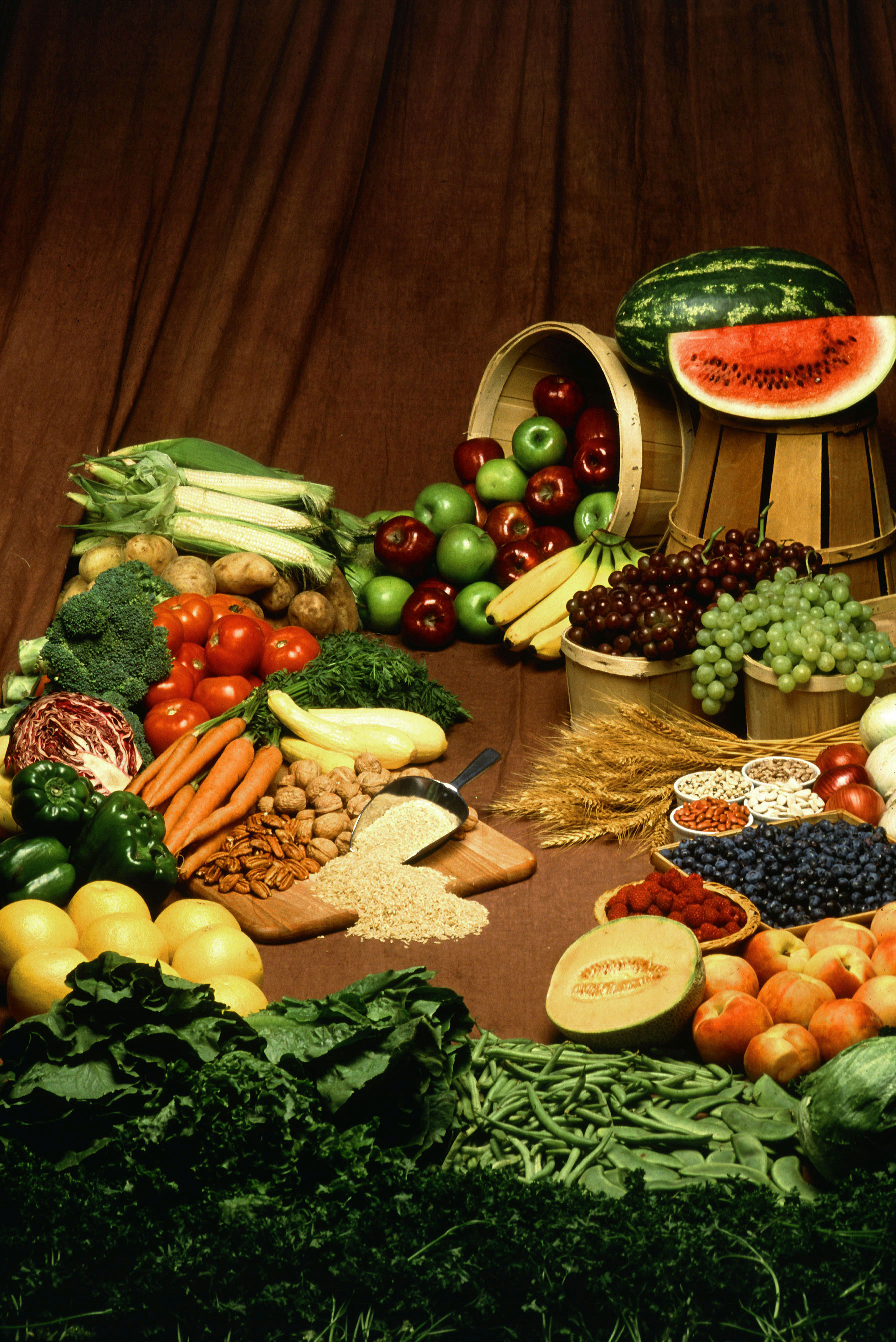
Frukt och grönsaker.

Näringslära, dietik, nutritionslära eller näringsfysiologi, är den vetenskap som studerar förekomsten av näringsämnen och kroppens omsättning och upptag av dessa (metabolism). Den behandlar också sambanden mellan kost och hälsa, kostvanor och näringsbehov. Den behandlar också vilka mängder som behövs av respektive näringsämne. 
Näringslära utgör bland annat ett hjälpmedel för människor med intresse av kosthållning, till exempel kockar, idrottare och dietister och kan vara till hjälp för dem som vill ha insikter i vilka antaganden kostcirkeln bygger på. Alla människor behöver få i sig rätt näring i rätt mängd. 
Näringslära är som vetenskap drygt 120 år gammal.

## Protein

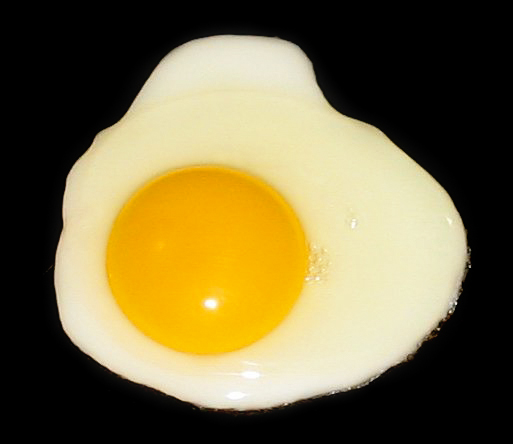
Ett ägg.

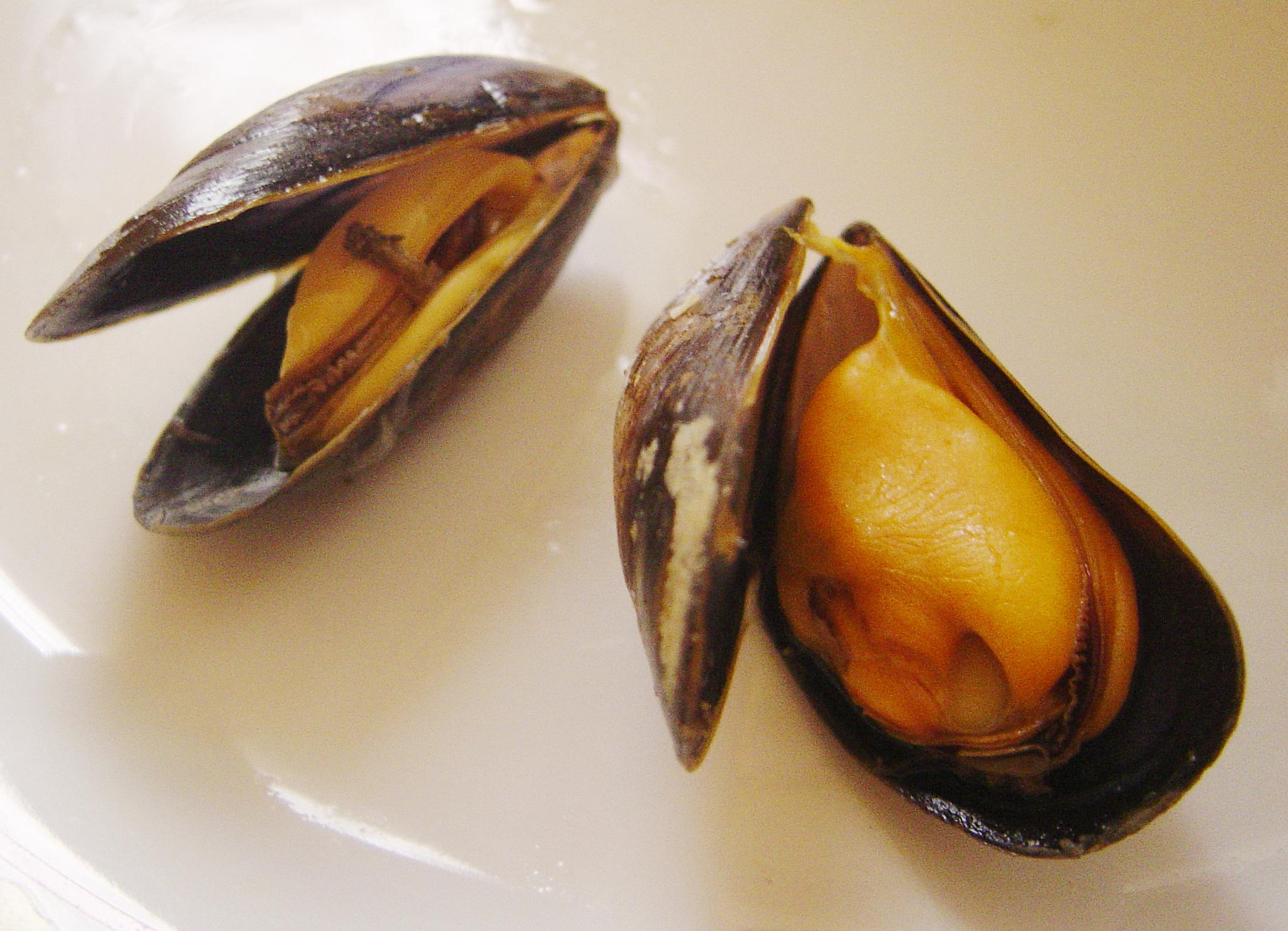
Musslor.

Ordet protein kommer från grekiskans proteos vilket betyder det första eller det viktigaste. Proteiner är en mycket viktig del i en måltid som man inte kan vara utan. Proteiner är kroppens byggstenar. Utan dessa kan ingenting repareras eller byggas upp; proteinbrist leder till ett antal allvarliga bristtillstånd. En muskel består av 20 % protein och 78 % vatten. Proteiner är uppbyggda av 20 olika aminosyror, varav nio är essentiella aminosyror för vuxna människor. Det betyder att vi inte själva kan bygga om andra aminosyror till dem, om vi har brist på dem. För barn är ytterligare en essentiell.
Här följer en kort genomgång av proteiners förekomst i kroppen:
- Muskler – alla kroppens muskler består av cirka 20 % protein.
- Andra vävnader och organ – tarmar, lever, njurar etc är också uppbyggda huvudsakligen av proteiner.
- Enzymer – nästan alla kroppens enzymer består av protein. Enzymer påskyndar kemiska reaktioner och är grunden till att kroppen kan fungera. Varje sekund verkar miljarder enzymer i cellerna och ser till så alla reaktioner som ska ske verkligen sker.
- Hormoner – de flesta av kroppens hormoner exempelvis insulin och tillväxthormoner är uppbyggda av protein.
- Immunförsvaret – särskilt vissa aminosyror, exempelvis glutamin och arginin är viktiga för immunförsvarets funktion.
- Blodet – i blodet finns en stor mängd proteiner lösta. Både röda och vita blodkroppar är uppbyggda av bland annat protein, liksom de transportproteiner, som gör att det icke vattenlösliga fettet kan färdas via blodet.

Alla livsmedel som innehåller protein innehåller även aminosyror, men vissa livsmedel innehåller en mindre mängd av vissa aminosyror – och om aminosyran i fråga är en essentiell aminosyra betraktas proteinet inte som fullvärdigt. Äter man en ensidig kost med livsmedel innehållande ofullvärdiga proteiner kommer man till slut att ta skada. Om man både äter ett livsmedel som är fattigt på exempelvis tryptofan (essentiell aminosyra) och ett annat livsmedel som är rikt på denna aminosyra innebär det att man ändå får i dig tillräckligt av den. Det slitna uttrycket allsidig kost beskriver alltså fortfarande något som alla behöver. När man upptäckte att det finns skillnader mellan proteinerna i olika livsmedel, utvecklades en metod att värdera protein som fick namnet biologiskt värde (BV).
Protein kan i brist på andra energikällor omvandlas till energi, men denna process leder även till att vissa organ får arbeta hårdare. Då kroppen lider brist på energiintag övergår kroppen till katabol metabolism, det vill säga kroppen riktar in sig på att bryta ner istället för att bygga upp. Kroppen letar då upp proteinsammansättningar som inte vanligtvis används och spjälkar om dessa till energi vilket medför att i första hand skelettmuskulatur, som normalt inte aktiveras, bryts ner.
Hälften av de 20 aminosyrorna kan omvandlas till fett i kroppen. Detta är en mycket krävande process som äger rum nästan enbart om man provocerar kroppen genom att äta massor av protein, och bara lite fett. Ett annat tillstånd som möjliggör att protein blir till fett är långvarig svält. Under sådana omständigheter utsöndrar kroppen höga halter av hormonet kortisol, vilket leder att muskulaturens proteiner bryts ner och vid behov omvandlas till fett.
Att under en längre tid leva på mat bestående av enbart protein leder till proteinförgiftning. Inuiternas kost, som har extremt högt proteininnehåll, förbryllade därför de forskare som kartlade inuiternas matvanor. Det som räddar inuiterna från proteinförgiftning är den mängd fett som ingår i deras kosthållning. Deras kroppar har anpassat sig att ta all sin energi från fett, och behöver inte några kolhydrater. Liknande fenomen har expeditioner till Nord- och Sydpolen fått erfara.
En bra rekommendation är att proteinintaget bör vara 15–20E%, vilket innebär att 15–20 % av den energi man får i sig bör komma från protein. Samtidigt finns det många forskare som påstår att kroppen kan fungera lika bra, om inte bättre, på 5–10E% från proteiner.

## Kolhydrater

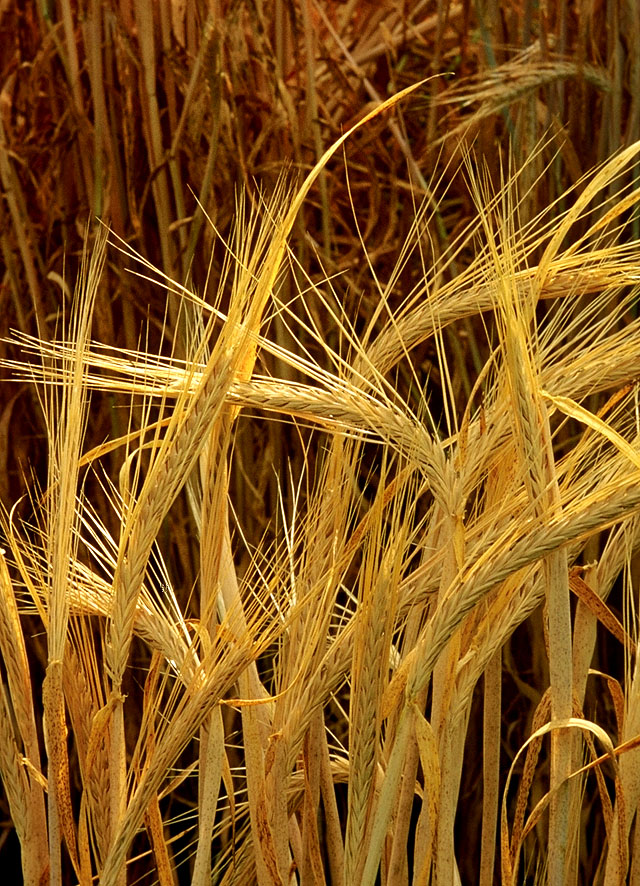
Korn.

Kolhydrater är ett näringsämne och gemensamt namn för sockerarter (sackarider) och kedjor (polymerer) av sådana. Även vissa derivat av sackarider och deras polymerer räknas till kolhydraterna. Namnet kommer av att många sackarider har formeln Cn(H2O)n och därför skulle kunna betraktas som hydrater av kol. Ibland kan dock ett mer användbart tankesätt vara att en kolhydrat innehåller minst två alkoholer och minst en keton eller aldehyd. Av detta följer att de enklaste kolhydraterna innehåller tre kolatomer.
Kolhydrater förbränns lätt av kroppen och det går åt mindre syre än vid fettförbränning. Man brukar dela upp kolhydraterna i enkla och sammansatta. Man kan även dela in dem i snabba och långsamma, beroende på hur snabbt de bryts ner i matspjälkningen. Generellt sett är de komplexa kolhydraterna långsammare. Snabba kolhydrater som till exempel vanligt strösocker (sackaros) spjälkas snabbt till monosackarider som diffunderar ut i blodet som glukos och upp till levern. När blodsockerhalten höjs snabbt så ökar insulinpåslaget kraftigt vilket leder till att man snart blir hungrig igen. Långsamma kolhydrater innehåller en större andel stärkelse vilken omsätts förhållandevis långsamt då det måste spjälkas mer. Andra faktorer som påverkar hur snabbt kolhydraterna tas upp är matens beredningsform och vilken annan föda som ingår i måltiden. Glykemiskt index är ett mått på hur snabbt kolhydrater upptas av kroppen. Överkonsumtion av kolhydrater kan liksom överkonsumtion av fett påverka kroppens insulinkänslighet

## Fett

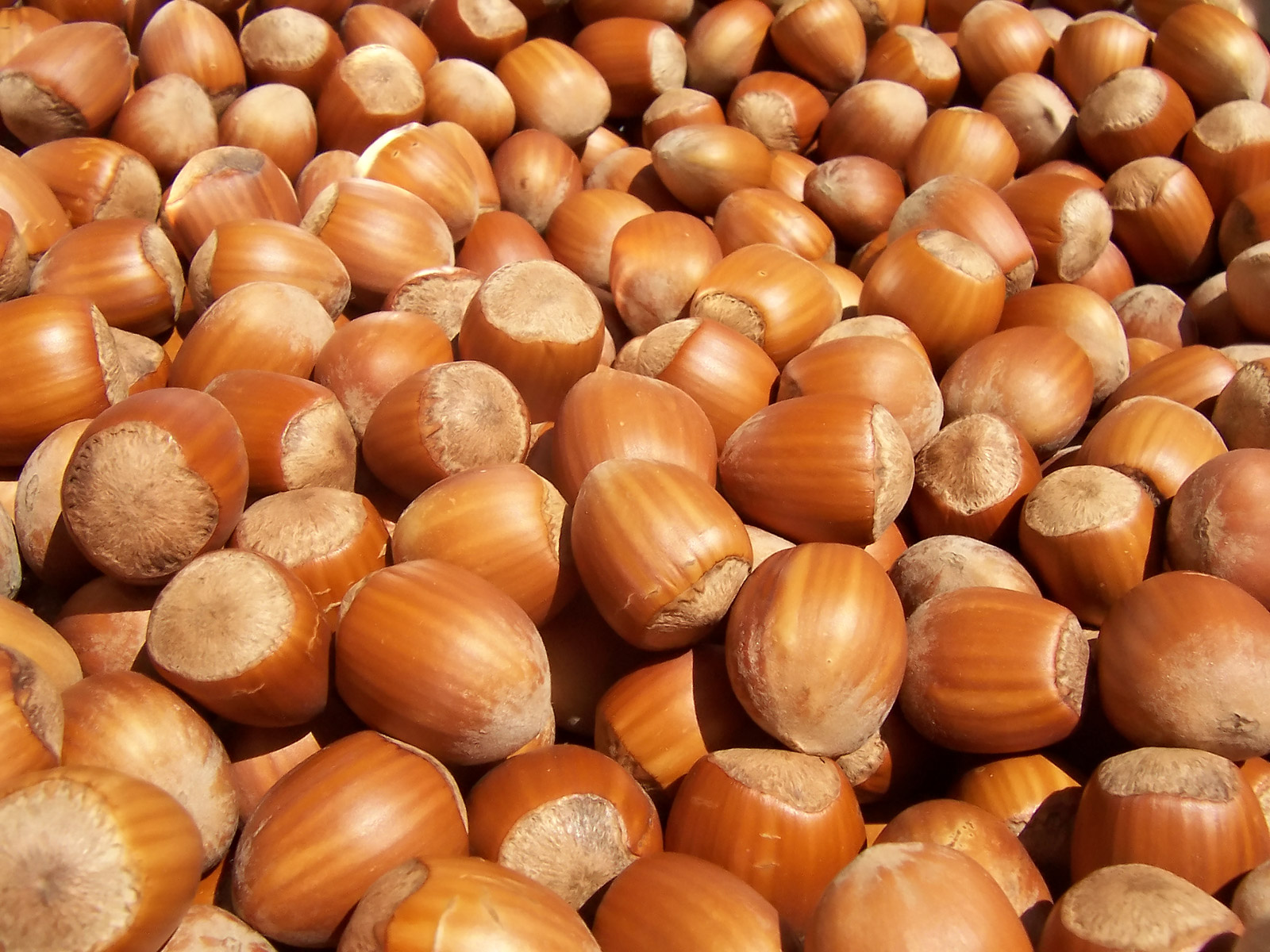
Hasselnötter.

Kroppen behöver en viss mängd fett, men fettkonsumtionen är i allmänhet för hög. Omättade fetter (enkelomättat) och fleromättat antas vara bättre än mättat fett. Våra cellmembraner blir stabilare med mättat fett, men för mycket mättat fett kan medföra hjärt- och kärlsjukdomar (Ej vetenskapligt bevisat).
Se även fettförbränning.
Många mindre molekyler som är nödvändiga för oss är fettlösliga, och kan inte tas upp i kroppen om man inte samtidigt äter fett. Till denna grupp hör de flesta antioxidanter och vissa vitaminer. Även många läkemedel är fettlösliga. Det finns exempel från u-länder där barn blivit blinda på grund av brist på A-vitamin. När man granskade barnens kostintag såg man dock att de fick i sig tillräckligt med A-vitamin. Småningom förstod man att problemet var brist på fett i maten, varför kroppen inte kunde tillgodogöra sig fettlösliga ämnen.

### Transfettsyror
Transfettsyror eller härdat fett är fettsyror som innehåller en eller flera dubbelbindningar i transställning, vilket innebär att väteatomerna sitter på motsatt sida av dubbelbindningen. Detta medför att transfettsyror blir raka kedjor med en knick på och får liknande egenskaper som mättade fettsyror. Transfettsyror är dock inte lika flexibla som mättade fettsyror och funktionen i cellmembraner och lungor försämras [källa behövs]. Transfettsyror bildas vid industriell härdning av fetter och oljor samt i våmmen hos idisslare. Transfetter hos idisslare är konjugerade och kallas även CLA (Conjugated Linoleic Acid), anses vara nyttigt kosttillskott. [källa behövs]

### Stekfett
Det finns olika typer av stekfett och vanligtvis brukar deras användbarhet rangordnas utefter deras sotpunkt, dvs vid vilken temperatur som fettet bränns vid och får en frän lukt och smak. Några exempel på stekfett med relativt låg sotpunkt är smör (121–149 °C) och linfröolja (107 °C) medan olivolja (191–207 °C) och avokadoolja (190–204 °C) samt kokosnötolja (177–232 °C) har högre sotpunkt och är därför att föredra vid tillagning av mat vid högre temperaturer.
Raffinerade oljor har alltid en högre sotpunkt än de som är oraffinerade. Genom att "klara" smör, det vill säga att separera bort mjölkproteiner och vatten, och endast ha kvar mjölkfettet, kan man höja smörets sotpunkt avsevärt, nämligen till 252 °C.

## Energi
Alla livsmedel innehåller energi i någon form och mängden mäts i kcal och kJ. Fett innehåller mest energi och i runda tal innehåller 1 gram fett 9 kcal. Proteiner och kolhydrater har en lägre energitäthet och innehåller 4 kcal per gram. Alkohol ligger däremellan och innehåller 7 kcal per gram.
Energiintag och energiförbrukning bör hos individer i vuxen ålder vara lika stora om inte viktökning eller viktminskning önskas. Problemet är att vi har olika verkningsgrad vilket vid lika energiintag gör att den energimängd som en individ kan utnyttja i arbete är olika vilket leder till olika vikt. Över- respektive underkonsumtion av energi leder inte alltid till negativa konsekvenser för hälsan. Nedan anges uppskattad genomsnittligt energibehov för grupper av vuxna män, kvinnor samt för barn. Individuella variationer beror på stora variationer i basalomsättning, kroppssammansättning och fysisk aktivitetsgrad.

Referensvärden för energiintag
| Vid stillasittande arbete och regelbunden fysisk aktivitet på fritiden1 (PAL=1,9)2 | Vid stillasittande arbete och regelbunden fysisk aktivitet på fritiden1 (PAL=1,9)2 | Vid stillasittande arbete och regelbunden fysisk aktivitet på fritiden1 (PAL=1,9)2 | Vid stillasittande arbete och regelbunden fysisk aktivitet på fritiden1 (PAL=1,9)2 | Vid stillasittande arbete och regelbunden fysisk aktivitet på fritiden1 (PAL=1,9)2 | Vid stillasittande arbete och ingen/begränsad fysisk aktivitet på fritiden (PAL=1,6) | Vid stillasittande arbete och ingen/begränsad fysisk aktivitet på fritiden (PAL=1,6) | Vid stillasittande arbete och ingen/begränsad fysisk aktivitet på fritiden (PAL=1,6) | Vid stillasittande arbete och ingen/begränsad fysisk aktivitet på fritiden (PAL=1,6) | Vid stillasittande arbete och ingen/begränsad fysisk aktivitet på fritiden (PAL=1,6) |
| Ålder Män3                                                                         | MJ/dygn                                                                            | Kcal/dygn                                                                          | Spridning MJ/dygn                                                                  | Spridning Kcal/dygn                                                                | MJ/dygn                                                                              | Kcal/dygn                                                                            | Spridning MJ/dygn                                                                    | Spridning Kcal/dygn                                                                  |                                                                                      |
| ---------------------------------------------------------------------------------- | ---------------------------------------------------------------------------------- | ---------------------------------------------------------------------------------- | ---------------------------------------------------------------------------------- | ---------------------------------------------------------------------------------- | ------------------------------------------------------------------------------------ | ------------------------------------------------------------------------------------ | ------------------------------------------------------------------------------------ | ------------------------------------------------------------------------------------ | ------------------------------------------------------------------------------------ |
| 19-30                                                                              | 13,9                                                                               | 3322                                                                               | 12,7-15,2                                                                          | 3035-3633                                                                          | 11,7                                                                                 | 2796                                                                                 | 10,7-12,8                                                                            | 2557-3059                                                                            |                                                                                      |
| 31-60                                                                              | 13,5                                                                               | 3226                                                                               | 12,5-14,4                                                                          | 2988-3442                                                                          | 11,4                                                                                 | 2725                                                                                 | 10,6-12,2                                                                            | 2533-2916                                                                            |                                                                                      |
| 61-75                                                                              | 12,2                                                                               | 2916                                                                               | 11,2-13,1                                                                          | 2677-3131                                                                          | 10,2                                                                                 | 2438                                                                                 | 9,4-11,0                                                                             | 2247-2629                                                                            |                                                                                      |
| >75                                                                                | 11,2                                                                               | 2677                                                                               | 10,5-11,8                                                                          | 2509-2820                                                                          | 9,4                                                                                  | 2247                                                                                 | 8,8-9,9                                                                              | 2103-2366                                                                            |                                                                                      |
| Kvinnor3                                                                           |                                                                                    |                                                                                    |                                                                                    |                                                                                    |                                                                                      |                                                                                      |                                                                                      |                                                                                      |                                                                                      |
| 19-304                                                                             | 11,0                                                                               | 2629                                                                               | 9,7-12,2                                                                           | 2318-2916                                                                          | 9,2                                                                                  | 2199                                                                                 | 8,2-10,2                                                                             | 1960-2438                                                                            |                                                                                      |
| 31-604                                                                             | 10,8                                                                               | 2581                                                                               | 10,1-11,4                                                                          | 2414-2725                                                                          | 9,1                                                                                  | 2175                                                                                 | 8,5-9,6                                                                              | 2031-2294                                                                            |                                                                                      |
| 61-75                                                                              | 9,9                                                                                | 2366                                                                               | 9,1-10,6                                                                           | 2175-2533                                                                          | 8,3                                                                                  | 1984                                                                                 | 7,7-9,0                                                                              | 1840-2151                                                                            |                                                                                      |
| >75                                                                                | 9,7                                                                                | 2318                                                                               | 8,9-10,5                                                                           | 2127-2510                                                                          | 8,2                                                                                  | 1960                                                                                 | 7,5-8,8                                                                              | 1793-2103                                                                            |                                                                                      |

| Ålder Barn | Vikt, kg | MJ/dygn | Spridning5 MJ/dygn |
| ---------- | -------- | ------- | ------------------ |
| 1 mån      | 4,4      | 2,1     | 1,5-2,7            |
| 3 mån      | 6,2      | 2,6     | 2,0-3,2            |
| ½-1 år     | 9,0      | 3,6     | 2,5-4,8            |
| 1-3 år     | 14,7     | 5,9     | 3,2-7,3            |
| Pojkar     |          |         |                    |
| 4-6 år     | 19,3     | 7,1     | 5,2-9,3            |
| 7-10 år    | 27,8     | 8,5     | 6,2-11,2           |
| 11-14 år6  | 41,3     | 9,8     | 6,0-13,6           |
| 15-18 år7  | 61,8     | 11,3    | 6,7-15,1           |
| Flickor    |          |         |                    |
| 4-6 år     | 19,1     | 6,8     | 4,7-9,2            |
| 7-10 år    | 27,3     | 7,5     | 5,3-9,8            |
| 11-14 år8  | 43,0     | 8,4     | 4,9-11,3           |
| 15-18 år9  | 55,4     | 9,0     | 6,2-11,3           |

- 1 MJ = 239 Kcal

1. Sport eller annan fysisk aktivitet 4–5 gånger per vecka omfattande minst 30 minuter.
2. PAL = fysisk aktivitetsnivå; total energiomsättning dividerad med basalomsättning (BMR)
3. Som referenspersoner har valts en man med en kroppsvikt på 70 kg och en kvinna på 60 kg. Spridningen motsvarar ±10 kg.
4. Som referensvärde för genomsnittlig ökning av energibehovet under de två sista trimestrarna av graviditeten används 1,1 MJ och under amningen 2,0 MJ/dag. Detta förutsätter att den andel av energiomsättningen som kan hänföras till fysisk aktivitet är oförändrad. Hos många gravida/ammande uppvägs det ökade behovet av en nedsatt fysisk aktivitet.
5. Spridningen representerar variationer i kroppsvikt på ±2 SD.
6. För pojkar 11–14 år är PAL=1,65.
7. För pojkar 15–18 år är PAL=1,58.
8. För flickor 11–14 år är PAL=1,55.
9. För flickor 15–18 år är PAL=1,50.

## Vitaminer

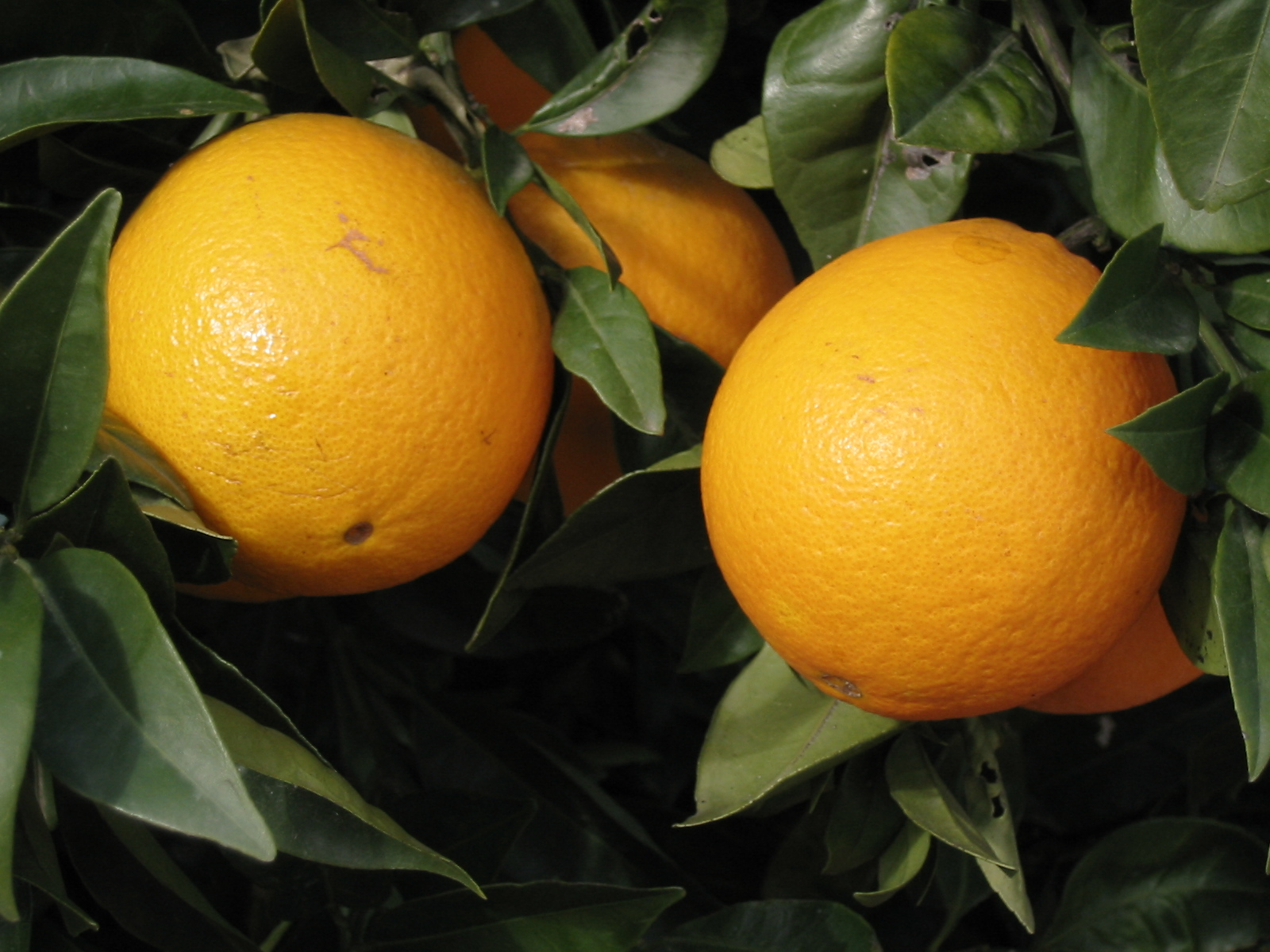
Apelsiner.

I en citrusfrukt finns bioflavonoider som ökar upptaget av C-vitamin. Dessa flavonoider finns bara i de allra bästa C-vitaminpreparaten och saknas i vanliga brustabletter.
Vitaminer i matvaror påverkas dels av lång lagerhållning och av förpackningsprocedurerna. När man gör konserver upphettar man dem till mycket höga temperaturer, för att döda bakterier och eventuella parasiter, och dessa temperaturer skadar även värmekänsliga vitaminer, framför allt B-vitaminerna och C-vitamin. Generellt kan man säga att vitaminer löper risk att förstöras när de utsätts för värme (nedbrytning och oxidation), syre (oxidation), ljus (nedbrytning) och vatten (urlakning). Mineraler är mycket mer stabila men kan lakas ut i kokvatten om tillagningen av livsmedlet pågår under lång tid.

## Mineraler
Tack vare vissa upptagningsmekanismer kan kroppen själv reglera upptaget av mineraler i rätt mängd och samtidigt skydda mot överskott. Vid järnbrist ökar upptaget i tarmen tack vare en effektiv upptagningsmekanism. Just upptaget av järn kan variera från 2–12 % beroende på behovet. Alltför höga järnnivåer i kroppen innebär en ökad risk för hjärt-/kärlsjukdomar och cancer, då järnet ökar mängden av de skadliga fria radikalerna. Detta gör kontrollen av järnupptaget till en viktig kontrollmekanism som förebygger överbelastning. Ett undantag från denna kontrollmekanism är hemjärnet, vilket är en speciell typ av järn som finns i rött kött. Oavsett om kroppen behöver järn eller inte, tas cirka 30 % av hemjärnet upp. Det gör att rött kött är en mycket effektiv järnkälla. Kanske alltför effektiv, då rött kött i ett stort antal, dock endast epidemiologiska studier, kunnat associeras till cancer, hjärtkärlsjukdomar och andra medicinska problem.

## Näringsförluster
Om man ska ha någon kontroll gällande näringsförluster måste jämförelsen utgå från färska råvaror. Om någon annan typ av förädling har skett så blir förlusten mycket svårare att beräkna. Förädling kan vara konservering, förkokning (innan infrysning) och inläggning.
I vår föda finns det ett stort antal ämnen som blockerar upptag av näringsämnen. De kan oskadliggöras om maten tillagas väl och det är huvudskälet till att instruktionerna på förpackningarna alltid ska följas vid matlagning. Några klassiska exempel på dessa ämnen är proteinet avidin som finns i rå äggvita. Detta protein binder upp biotin och gör det omöjligt att absorbera. Goitrogener är ämnen som finns i bland annat bönor och kål, och dessa ämnen hindrar upptaget av jod, vilket kan leda till struma (goiter på engelska). En annan grupp ämnen är tiaminaserna som bland annat finns i fisk, skaldjur och rödkål, och som är kända för att förstöra vitaminet tiamin. Trypsininhibitorer är ämnen som hindrar proteinnedbrytning och dessa finns bland annat i baljväxter, äggvita och potatis.
Vid varje form av tillagning av ett livsmedel sker en viss näringsförlust. Några av dessa matlagningsmetoder är stekning, kokning, ångkokning, tryckkokning och tillagning/uppvärmning i mikrovågsugn. Vissa metoder förstör proteinerna mer än andra och en del förändrar egenskaperna hos kolhydraterna. Vitaminerna försätts i ett obrukbart sätt eller lakas ur med vissa metoder och en del mineraler bildar föreningar med andra ämnen och blir giftiga. Det enda som är gemensamt för alla metoder är att tillförsel av värme på ett eller annat sätt förorsakar detta. Det finns ett antal sätt att mildra denna effekt, dels genom att välja rätt metod för en viss typ av livsmedel, dels genom att utföra tillagningen på ett skonsamt sätt.

### Kokning
Vid all typ av kokning i enbart vatten rekommenderas det att tillsätta en liten mängd salt då detta medför en positiv effekt på livsmedlets näringsvärde[källa behövs]. Att sedan använda minimalt med vatten är ytterligare en metod att minska näringsförlusten då en balans mellan livsmedlets vitaminer och mineraler och vattnet snabbare uppstår och urlakning upphör. Detta gäller framförallt rotfrukter och grönsaker.
Om man däremot tillagar livsmedel i en gryta (eller ragu) så tillvaratar man alla urlakade vitaminer, kolhydrater och proteiner genom att även konsumera spadet i grytan. Detsamma gäller en buljong kokad på olika typer av livsmedel, vilket tillhör sedvanlig kost världen över och även gammal husmanskost. Dopp i grytan tillhör denna gamla tradition som medger ett tillvaratagande av näringsämnen, som existerade innan vi hade formulerat ordet näringslära.

### Stekning
Stekning är en matlagningsmetod som innebär att matvaran läggs på en het yta, oftast en stekpanna eller ett stekbord. För att undvika att det som steks bränns fast tillsätts matfett, med undantag av feta matvaror, till exempel bacon, som steks i sitt eget fett. Detta gör att stekt mat ofta är fet och därmed ibland ohälsosam.
Grundidén med stekning är att få en stekyta på matvaran för att på så vis fördjupa och förbättra smaken via komplicerade kemiska reaktioner, till exempel maillardreaktionen för kött. En vanlig vanföreställning är att man försluter porer på köttet vid bryning så att köttsaften stannar kvar i det. I själva verket tappar köttbiten mer vätska vid förfarandet än om man kokar eller ugnssteker köttet, men bryningen anses förbättra smaken i så hög grad att det är värt förlusten av vätska.
Vid stekning kan det lätt stänka fett av hög temperatur. Om fettet börjar brinna i pannan ska man absolut inte hälla vatten direkt på eldhärden då detta gör att det brinnande fettet sprids över hela köket.

### Mikrovågsugn
En mikrovågsugn, också kallad mikro, skickar ut mikrovågor på maten. Dessa mikrovågor får bland annat vattenmolekyler att börja röra sig. När de rör på sig blir de varma, detta gör att maten blir varm. 

### Ångkokning
Den form av tillredning som är mest skonsam mot livsmedel är ångkokning[källa behövs]. Denna form har använts i bland annat Kina i tusentals år och används i hela världen även idag. Livsmedlet utsätts endast av värmen från vattenånga, det vill säga att temperaturen som ansätter livsmedlet kan regleras med avståndet från källan och med detta behandlas maten på ett skonsamt sätt. Liknande metoder är varmrökta och kallrökta livsmedel, vanligtvis kött eller fisk.

## Kostcirkeln
Huvudartikel: Kostcirkeln
Kostcirkelns sju huvudgrupper av livsmedel som - enligt Statens Institut för Folkhälsan - bör ätas varje dag:
1. Grönsaker
2. Frukt
3. Rotfrukt
4. Mejeriprodukter
5. Kött, fisk, baljväxter (som till exempel bönor) och ägg
6. Bröd och spannmål
7. Matfett

## RDI
Rekommenderat dagligt intag är en riktlinje som är till stöd då man gör en näringsberäkning av en måltid. Eftersom alla människor är individer kan det tillfälligtvis eller varaktigt vara svårt att strikt följa dessa rekommendationer på grund av en rad orsaker:
- Tillfällig sjukdom
- Stressiga perioder
- Genetisk defekt
- Kronisk sjukdom
- Skensymtomer

Om man vet vilka brister som finns i kosthållningen kan man göra något åt det, antingen genom att äta mer av en viss typ av livsmedel eller genom kosttillskott.
På Livsmedelsverkets hemsida kan man läsa om de uppdaterade riktlinjer för tallriksmodellen, där rekommendationerna skiljer på livföring och ålder . 

## Kosttillskott
Kosttillskott kan vara ett komplement till maten men inte ersätta den. 
Vanliga kosttillskott är multivitamintabletter och mineralpreparat.

## Näringslösningar
Ibland är det nödvändigt att ersätta maten med näringslösningar. Hos personer som lever enbart på näringslösningar (efter olyckor, i samband med svår sjukdom etc.) uppstår bristsymptom efter en tid. De som lyckats leva längst på näringslösningar har klarat sig i ett par decennier. [källa behövs]